# Cecilia van Baux
Cecilia van Baux (circa 1230 - 21 mei 1275) was van 1244 tot 1253 gravin van Savoye en van 1253 tot 1259 regentes van het graafschap Savoye.

## Levensloop
Cecilia was de dochter van heer Barral I van Baux en diens echtgenote Sibylla d'Anduze. 
Op 18 december 1244 huwde Cecilia met graaf Amadeus IV van Savoye, waarmee ze diens tweede echtgenote werd. Ze kregen vier kinderen:
- Bonifatius (1245-1263), graaf van Savoye
- Beatrix (1250-1292), huwde in 1268 met heer Peter van Chalon-Châtelbelin en daarna in 1274 met Emanuel van Castilië, heer van Villena
- Eleonora, huwde in 1269 met heer Guichard van Beaujeu
- Constance (overleden na 1263)

In 1253 stierf haar echtgenoot, waarna Cecilia en haar schoonbroer Thomas namens haar zoon Bonifatius regenten van het graafschap Savoye werden. Ze bleef deze functie uitoefenen tot in 1259, toen Bonifatius volwassen werd verklaard. Tijdens haar regentschap zetten Bonifatius' ooms Peter II en Filips I hun praktijken verder om in de naam van de graaf van Savoye gebieden en invloed te verwerven in omringende regio's.
In 1275 stierf Cecilia, waarna ze werd bijgezet in de Abdij van Hautecombe.